# Volcán Acopiaxco
Volcán Acopiaxco är en vulkan i Mexiko.   Den ligger i delstaten Distrito Federal, i den sydöstra delen av landet, 30 km söder om huvudstaden Mexico City. Toppen på Volcán Acopiaxco är 3 314 meter över havet, eller 208 meter över den omgivande terrängen. Bredden vid basen är 2,3 kilometer.
Terrängen runt Volcán Acopiaxco är huvudsakligen kuperad. Runt Volcán Acopiaxco är det mycket tätbefolkat, med 1 517 invånare per kvadratkilometer. Närmaste större samhälle är Tlalpan, 19,6 km norr om Volcán Acopiaxco. I omgivningarna runt Volcán Acopiaxco växer i huvudsak blandskog.